# Nốt nhạc

Nốt A (La)

Trong âm nhạc, nốt nhạc có 2 ý nghĩa chính:
1. Nó là một ký hiệu dùng ký hiệu âm nhạc(♪, ♩)  để biểu thị thời gian tương đối về độ cao của âm thanh;
2. Một âm thanh cao độ của chính nó.

Để ghi lại một bản nhạc một cách chính xác, người ta dùng sử dụng các ký hiệu âm nhạc như khuông nhạc, khóa nhạc... và nốt nhạc. Nốt nhạc giúp nhận biết được cao độ và trường độ của âm thanh.
Nốt nhạc là thành phần cơ bản của âm nhạc phương Tây: phân tích âm nhạc của hiện tượng âm nhạc để tiện trình bày, hiểu rõ, và phân tích âm nhạc.

## Tên nốt nhạc

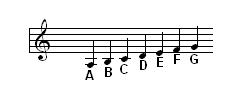
Tên nốt nhạc

Để ghi lại độ cao thấp của âm thanh người ta dùng 7 âm, thứ tự từ thấp đến cao là: Đô (C), Rê (D), Mi (E), Fa (F), Sol (G), La (A), Si (B). Nốt thứ 8, hay quãng tám, có tên giống hệt như nốt thứ nhất, nhưng gấp đôi tần số so với nốt thứ nhất. Để phân biệt, người ta thường ghép chữ cái Latin ký hiệu nốt và số thứ tự. Ví dụ, Nốt La (440 Hz) được ký hiệu là A4.

## Sách chuyên khảo
- Nattiez, Jean-Jacques (1990). Music and Discourse: Toward a Semiology of Music (Musicologie générale et sémiologue, 1987). Translated by Carolyn Abbate (1990). ISBN 0-691-02714-5.